# Ruta Estatal de Nevada 397
La Ruta Estatal de Nevada 397, y abreviada SR 397 (en inglés: Nevada State Route 397) es una carretera estatal estadounidense ubicada en el estado de Nevada. La carretera inicia en el Sur desde la SR 860     en Derby Field hacia el Norte en la SR 398     en Lovelock. La carretera tiene una longitud de 19,1 km (11.84 mi).

## Mantenimiento
Al igual que las autopistas interestatales, y las rutas federales y el resto de carreteras estatales, la Ruta Estatal de Nevada 397 es administrada y mantenida por el Departamento de Transporte de Nevada por sus siglas en inglés Nevada DOT.